# Mihovil Kapetanic
Mihovil „Misha“ Kapetanic (* 1922; † 18. Februar 2012 in Belgrad) war ein jugoslawischer Tischtennisfunktionär, der wegen seiner Verdienste um den Tischtennissport mit dem ITTF Merit Award ausgezeichnet wurde.

## Funktionen
Mihovil Kapetanic wurde 1953 Präsident des jugoslawischen Tischtennisverbandes. Ein Jahr später übernahm er Aufgaben auf Europa-Ebene, indem er bei der Europäischen Tischtennisvereinigung ETTU in der Geschäftsführung (Executive Board) mitarbeitete und Vorsitzender des Technischen Ausschusses wurde. Seit 1977 gehörte er Verwaltungsorganen des Weltverbandes ITTF an. 1986 wurde er als Nachfolger des Ungarn György Lakatos zum ETTU-Präsidenten gewählt. 1992 trat er freiwillig von diesem Amt zurück, Hans Wilhelm Gäb löste ihn ab. Bis zu seinem Ableben wirkte Kapetanic als enger Berater des ITTF-Präsidenten Adham Sharara.
Zahlreiche Ehrungen würdigten Kapetanics Verdienste um die Entwicklung für den Tischtennissport. So war er Ehrenpräsident des serbischen und jugoslawischen Tischtennisverbandes sowie der Balkan-Tischtennisunion und dem Mittelmeer-Tischtennisverband. Bei der ETTU und im ITTF war er Ehrenmitglied. 1989 wurde ihm der ITTF Merit Award verliehen.